# 戎攻曹之战
戎攻曹之战發生於前670年（周惠王七年、鲁庄公二十四年、曹僖公元年），戎人攻曹国（今山东省定陶县）、助曹国公子赤归国争位的作战。
春秋时期，在曹国西南方生活着一支戎人部族。该部族与曹国相近，交往甚密。前671年冬，曹莊公卒，公子羁继位。其时，戎女所生的公子赤在戎，未能继位。为此，前670年冬，戎人发兵攻，击败曹军，迫使公子羁逃往陈国（今河南省淮阳县）。公子赤归国称君，是为曹僖公。